# ロッサーナ
ロッサーナ（伊: Rossana）は、イタリア共和国ピエモンテ州クーネオ県にある、人口約800人の基礎自治体（コムーネ）。

## 地理

### 位置・広がり
| 隣接するコムーネは以下の通り。 - ブスカ - コスティリオーレ・サルッツォ - ピアスコ - ヴェナスカ |

#### 地震分類
イタリアの地震リスク階級 (it) では、3s に分類される
。

## 行政

### 分離集落
ロッサーナには、以下の分離集落（フラツィオーネ）がある。
- Lemma, Madonna delle Grazie, Molino della Valle, Molino Varaita